# Seth Smith
Garry Seth Smith, ameriški bejzbolist, * 30. september 1982, Jackson, Misisipi, Združene države Amerike.
Smith je poklicni igralec zunanjega polja in je član ekipe Seattle Mariners.

## Ljubiteljska kariera
Smith je na srednjo šolo hodil v domačem Jacksonu,  med letoma 2002 in 2004 pa je obiskoval univerzo  University of Mississippi, kjer je igral v desnem zunanjem polju, pa tudi kot nadomestni podajalec ekipe ameriškega nogometa. V svojem prvem letu na univerzi je imel odbijalsko povprečje 0,402 in bil imenovan za enega najboljših univerzitetnih novincev v državi. Med svojim obdobjem na univerzi je prav tako z ameriško reprezentanco zastopal ZDA na Vseameriških igrah.

## Poklicna pot

### Colorado Rockies
S strani ekipe iz Colorada je bil izbran v 2. krogu nabora lige MLB leta 2004. Prvič je zanjo nastopil 16. septembra 2007 pri zmagi nad ekipo Florida Marlins.  Svoj prvi udarec v polje je odbil čez 5 dni, na tekmi proti ekipi San Diego Padres, v 12. menjavi tekme, ki jo je njegova ekipa dobila z 2:1.  V rednem delu sezone je igral na skupno sedmih tekmah in v osmih odbijalskih nastopih odbil pet udarcev v polje. 
Smithov uspeh v rednem delu mu je zagotovil mesto na seznamu mož za končnico ekipe. V Okrožni seriji proti ekipi Philadelphia Phillies je Smith v dveh nastopih kot odbijalec s klopi odbil 1 udarec v polje, in sicer na 2. tekmi serije, ki jo je ekipa dobila z izidom 10:5. S tem udarcem v polje je napolnil baze za naslednjega odbijalca. To je bil Kazuo Matsui, ki je nato odbil nepozaben veliki udarec in je svoji ekipi priboril vodstvo, ki ga do konca ni izpustila iz rok. V treh tekmah so premagali ekipo iz Philadelphie, nato pa v Seriji za Ameriško ligo še v štirih tekmah ekipo Arizona Diamondbacks (pri čemer je igral vlogo tudi Smith) in se nato prebili na Svetovno serijo.
Smith je po izločitvi z udarci postal zadnja izločitev Svetovne serije leta 2007, ki jo je tako v štirih tekmah dobila ekipa Boston Red Sox, vendar pa je sicer v končnici imel odbijalsko povprečje višje od 0,500, kar je zavidljiv dosežek.
Svoj prvi domači tek kariere, ki je domov posla tri teke, je Smith odbil 25. maja 2008, ki je ekipi zadostoval za zmago nad ekipo New York Mets s končnim izidom 4:1. V isti sezoni je prav tako dosegel domači tek, ki ni zapustil igralnega polja, ki je bil 8. v zgodovini ekipe.

### Oakland Athletics
16. januraja 2012 je bil poslan k ekipi v Oaklandu, v Denver pa sta v zameno odšla Guillermo Moscoso in Josh Outman.

## Zasebno življenje
Med svojim univerzitetnim obdobjem je kot nadomestni podajalec bil rezerva Elija Manninga. Ironično je njegov soigralec v Koloradu, Todd Helton, bil začetni podajalec pri ekipi University of Tennessee, dokler ga ni ob poškodbi kolena zamenjal Elijev brat, Peyton. Trenutni trener ekipe univerze Duke, David Cutcliffe, je bil trener Heltona pri univerzi v Tenneseeju in trener Smitha v Misisipiju. 
Smith pred odbijalskimi nastopi posluša skladbo "Manifesto" skupine The City Harmonic.